# Bisbat de Melfi-Rapolla-Venosa

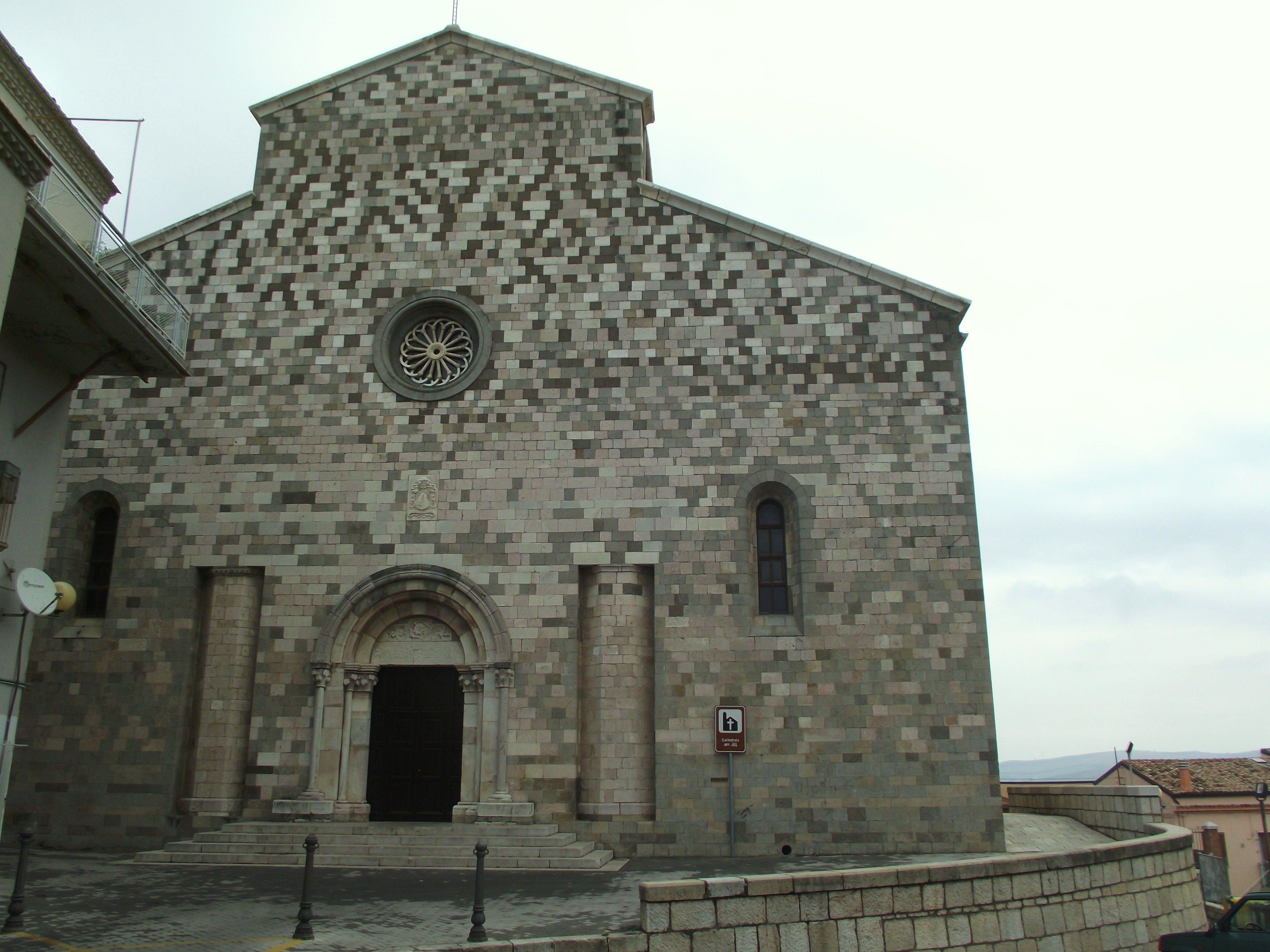
La cocatedral de San Michele arcangelo a Rapolla

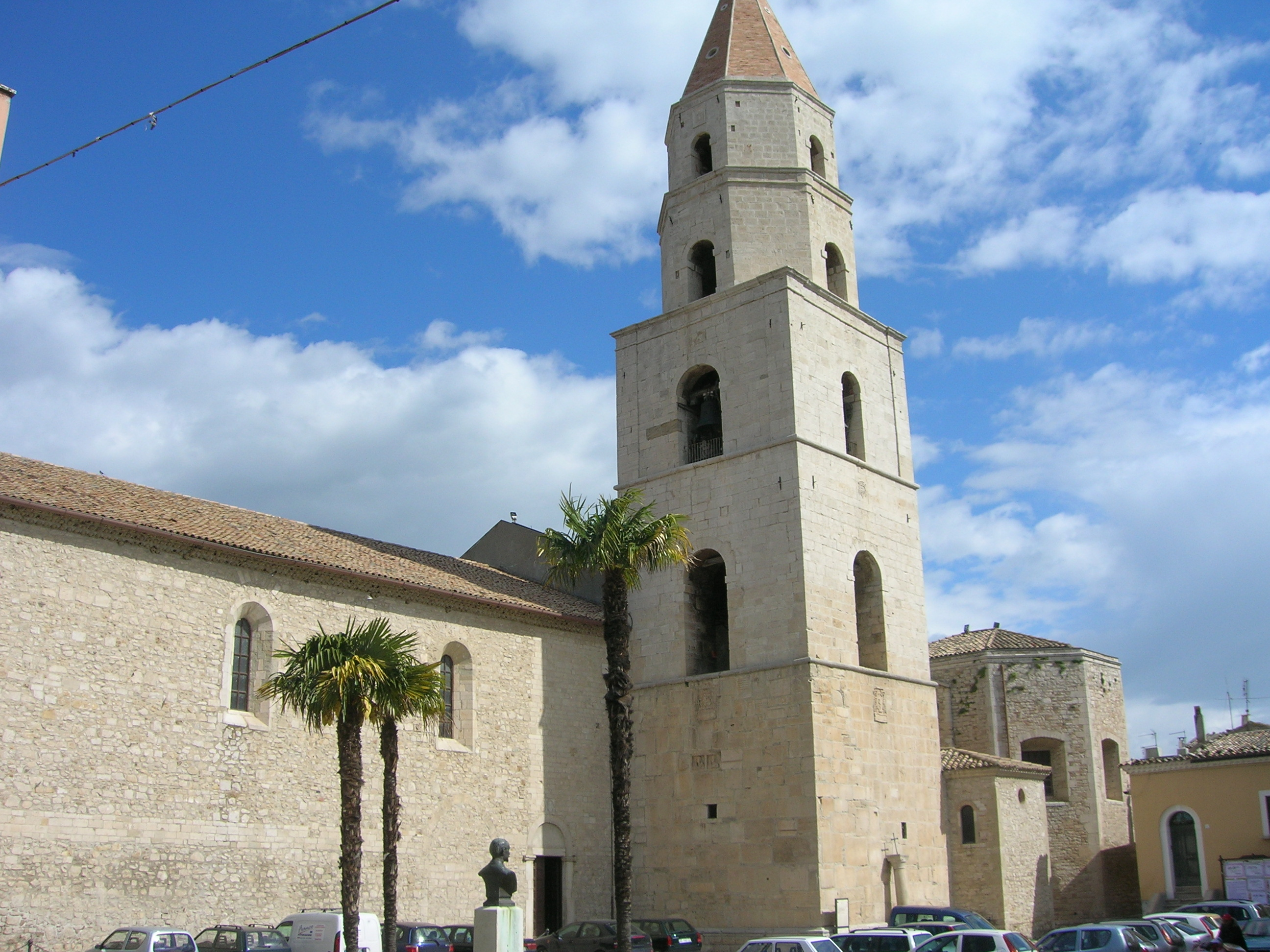
La cocatedral di Sant'Andrea a Venosa

El bisbat de Melfi-Rapolla-Venosa (italià: diocesi di Melfi-Rapolla-Venosa; llatí: Dioecesis Melphiensis-Rapollensis-Venusina) és una seu de l'Església catòlica, sufragània de l'arquebisbat de Potenza-Muro Lucano-Marsico Nuovo, que pertany a la regió eclesiàstica Basilicata. El 2013 tenia 89.200 batejats d'un total de 89.600 habitants. Actualment està regida pel bisbe Gianfranco Todisco, P.O.C.R.

## Territori
La diòcesi comprèn les ciutats de Melfi, Rapolla i Venosa, a més de 13 municipis més de la província de Potenza: Atella, Barile, Forenza, Ginestra, Lavello, Maschito, Montemilone, Pescopagano, Rapone, Rionero in Vulture, Ripacandida, Ruvo del Monte i San Fele.
La seu episcopal és la ciutat de Melfi, on es troba la catedral de Santa Maria Assunta. A Rapolla hi ha la cocatedral de San Michele arcangelo, mentre que a Venosa es troba la cocatedral de Sant'Andrea.
El territori està dividit en 34 parròquies.

### Instituts religiosos masculins
- Casa Monàstica San Salvador
- Comunitat Monàstica dels Ermitans de Cerreto
- Congregació de la Missió
- Orde de Frares Menors
- Orde de Frares Menors Conventuals
- Orde Trinitari

### Instituts religiosos femenins
- Apòstoles del Sagrat Cor de Jesús
- Filles de la Caritat de Sant Vicenç de Paül
- Fraternitat de les Germanetes de Jesús
- Pobres Filles dels Sagrats Estigmes de Sant Francesc d'Assís
- Religioses Franciscanes de Sant Antoni
- Germanes Misericordioses
- Germanes Adoratrius de la Sang de Crist
- Germanes Catequistes del Sagrat Cor
- Germanes de la Família del Sagrat Cor
- Germanes Franciscanes Missioneres del Nen Jesús
- Germanes Mestres de Santa Dorotea
- Germanes Missioneres del Sagrat Costat i de Maria Santíssima Dolorosa

## Història
L'actual diòcesi és fruit de la unió de tres seus episcopals diferents, cadascuna amb la seva pròpia història.

### Venosa
La Diòcesi de Venosa és d'origen antic. Està vinculat a la memòria del sant bisbe Fèlix de Tibiuca, que segons algunes versions de la seva Passio que va patir el martiri a Venosa a 303 (cfr. el Vetus Martyrologium Romanum senyala el 24 d'octubre).
Sobre els tres primers bisbes esmentats per la tradició i l'atribueixen a aquesta seu per donar un origen apostòlic a l'Església venusina, o sigui que Filippo, Giovanni i Austero, d'acord Lanzoni són ficticis i no tenen base històrica. En canvi, el primer bisbe documentat és Stefano, esmentat en la correspondència del Papa Gelasi I en el període entre el 492 i el 502.
Des del 1068, la diòcesi és sufragània de l'arxidiòcesi d'Acerenza.
El 27 de juny de 1818 el bisbat de Lavello va ser suprimit i el seu territori va ser incorporat a la diòcesi de Venosa.
El 14 d'octubre de 1901 es va fundar a Venosa el primer banc rural datòlic del Potentino a iniciativa del bisbe Lorenzo Antonelli.
El 30 d'abril de 1924, amb el nomenament d'Alberto Costa, Venosa es va unir in persona episcopi a les diòcesis de Melfi i Rapolla, ja unides aeque principaliter.
El 21 d'agost de 1976 Venosa va ser sostreta, després de gairebé un mil·lenni, a la metròpoli d'Acerenza i va esdevenir sufragànea de l'arxidiòcesi de Potenza e Marsico Nuovo, alhora elevada a seu metropolitana de Basilicata.

### Rapolla
Els orígens de la diòcesi de Rapolla són incerts. Potser va ser un bisbat quan la ciutat va ser sustreta dels normands als romans d'Orient en 1042. En primer bisbe conegut és Orso (o Ursone), qui en 1078 va esdevenir arquebisbe de Bari. Des del principi va ser immediatament subjecta a la Santa Seu.
Per la pobresa dels ingressos episcopals, el 16 de març de 1528 el Papa Climent VII l'uní aeque principaliter amb la diòcesi de Melfi.

### Melfi
La Diòcesi de Melfi es va erigir al segle xi per obra del Papa Nicolau II, que van fer la diòcesi de Melfi immediatament subjecta a la Santa Seu.
A Melfi es van celebrar cinc concilis entre 1059 i 1137. En el primer concili de 1059, one va participar cent bisbes, el Papa Nicolau II va reconèixer les possessions conquerides pels normands i va nomenar Roberto Guiscardo, duc de la Pulla i Calàbria, i va esdevenir vassall de l'Església.
El 1067 se celebrà el segon concili, presidit per Alexandre II.
En el tercer concili, convocat pel Papa Urbà II el 1089, així com els assumptes eclesiàstics com l'obligació de recuperació al celibat per al clergat, es va fer pública la Primera Croada a Terra Santa. En el mateix concili per primera vegada el Papa va concedir l'ús de la mitra als abats.
El quart concili va ser presidit personalment en 1101 pel Papa Pasqual II.
Al Cinquè Concili de 1137 van estar presents el Papa Innocenci II i l'emperador Lotari II, qui va donar la benvinguda al retorn a l'obediència de l'abat de Montecassino Rainaldo, que s'havia unit al partit de l'antipapa Anaclet II.
La diòcesi va ser governada per bisbes il·lustres com Francesco Monaldeschi, Alessandro da Sant'Elpidio i Juan de Borja Llançol de Romaní.
El 16 de març de 1528 Climent VII va unir aeque principaliter la diòcesi de Melfi amb la de Rapolla.
El terratrèmol del 14 d'agost de 1851 va devastar Melfi i Rapolla i destruí els principals monuments de la diòcesi.
El 30 d'abril de 1924, amb el nomenament d'Alberto Costa, la diòcesi de Melfi i Rapolla es van unir in persona episcopi a la diòcesi de Venosa.
El 21 d'agost de 1976 Melfi i Rapolla, que havia estat al voltant d'un mil·lenni immediatament subjecta a la Santa Seu, va esdevenir part de la nova seu metropolitana de Potenza e Marsico Nuovo.
El 30 de setembre de 1986, amb el decret Instantibus votis de la Congregació per als Bisbes, les tres seus de Melfi, Rapolla i Venosa es van unir amb la fórmula de plena unione i la nova circumscripció assumí el seu actual nom.

## Cronologia episcopal

### Bisbes de Melfi
- Baldovino † (1059 - 1093 mort)
- Guglielmo I † (inicis de 1097 - finals de 1102)
- Ruggero † (citat el 1155)
- Rodolfo † (citat el 1179)
- Guglielmo II † (citat el 1193)
- Giacomo I † (? - 1202 mort)
- R. † (? - vers 1213 deposat)
- Richerio † (1213 - 1224)
- Ruggero de Lentino, O.P. † (7 de febrer de 1252 - ?)
- Guglielmo III † (citat el 1261)
  - Francesco Monaldeschi † (1278 - 11 de maig de 1280 nomenat bisbe d'Orvieto) (bisbe electe)
- Sinibaldo, O.F.M. † (11 de maig de 1280 - ? mort)
- Saracino † (4 d'agost de 1295 - ? mort)
- Costantino † (2 de febrer de 1317 - 1324 mort)
- Guglielmo IV † (19 de març de 1324 - ? mort)
- Alessandro da Sant'Elpidio, O.E.S.A. † (1326 - 1328 mort)
- Monaldo Monaldi, O.F.M. † (6 d'octubre de 1328 - 1331 mort)
- Giacomo II † (21 de desembre de 1331 - 1347 mort)
- Pietro di Clusello, O.P. † (12 de desembre de 1347 - 30 de maig de 1348 nomenat bisbe de Concordia)
- Giovanni de Naso, O.P. † (30 de maig de 1348 - 27 de juliol de 1349 nomenat bisbe de Verona)
- Nicola de Teramo † (4 de setembre de 1349 - 21 d'octubre de 1349 nomenat arquebisbe d'Oristany)
- Nicola Caracciolo † (21 d'octubre de 1349 - 14 de desembre de 1362 nomenat bisbe de Cosenza)
- Antonio da Rivello, O.P. † (24 de maig de 1363 - 1366 mort)
- Pandolfo da Siroponte † (10 d'abril de 1366 - 1369 mort)
- Francesco Sconditi † (12 de novembre de 1369 - ? mort)
- Obediència avinyonesa i pisana:
  - Elia † (23 de maig de 1384 - ?)
  - Nicola † (? - 29 de març de 1395 nomenat bisbe de Conza)
  - Francesco Carosio † (4 de juliol de 1412 - 25 de gener de 1418 nomenat arquebisbe de Trani)
- Obediència romana:
  - Giacomo † (1382 - ?)
  - Antonio de Samudia † (1384 - 1412 mort)
  - Beat Giovanni Dominici, O.P. † (4 de març de 1412 - 1412 renuncià) (administrador apostòlic)
  - Roberto Acciaioli † (30 de juny de 1412 - ?)
- Astorgio Agnesi † (25 de gener de 1418 - 6 de març de 1419 nomenat bisbe d'Ancona)
  - Giacomo Isolani † (1420 - 24 de febrer de 1425 renuncià) (administrador apostòlic)
- Nicola Giorgio de Maglinto † (25 de juny de 1425 - ? mort)
- Francesco Palombo, O.S.B. † (12 de desembre de 1431 - 1437 mort)
- Onofrio di Francesco di Sanseverino † (11 de gener de 1437 - 1450 mort)
- Alfonso Costa † (4 de setembre de 1450 - ?)
- Gaspare Loffredi † (17 d'abril de 1472 - 1480 mort)
- Ottaviano Bentivoglio † (15 de desembre de 1480 - 10 de maig de 1486 nomenat arquebisbe de Salern)
- Francesco Caracciolo † (24 de juny de 1486 - ?)
- Joan de Borja Llançol de Romaní † (19 de setembre de 1494 - 3 de desembre de 1498 renuncià)
- Juan Ferrer † (3 de desembre de 1498 - 26 de juliol de 1499 nomenat arquebisbe d'Arle)
- Raffaele di Ceva, O.F.M. † (26 de juliol de 1499 - 1513 renuncià)
  - Lorenzo Pucci † (12 d'agost de 1513 - 16 de març de 1528 renuncià) (administrador apostòlic)

### Bisbes de Rapolla
- Ursone † (inicis de juliol de 1072 - de juny de 1078 nomenat arquebisbe de Bari)
- Giovanni I † (citat el 1092)
- Anònim † (citat el 1143)
- Anònim † (citat el 1200 aproximadament)
- Anònim † (citat el 13 de novembre de 1217)
- Anònim † (citat el 1222)
- Anònim † (citat l'11 de juny de 1253)
- Giovanni II † (1265 - ?)
- Bartolomeo † (10 de juny de 1266 - ?)
- Anònim (A.) † (? mort)
- Ruggero I † (26 d'agost de 1275 - 1280 mort)
- Ruggero II † (11 de novembre de 1290 - 1305 mort)
- Pietro, O.F.M. † (15 de gener de 1305 - finals de 1308)
- Bernardo † (14 de novembre de 1316 - ? mort)
- Bernardo di Palma † (22 d'octubre de 1330 - 1341 mort)
- Giovanni † (20 de novembre de 1342 - 1346 mort)
- Gerardo, O.P. † (17 de novembre de 1346 - 1349 mort)
- Nicola di Grottaminarda, O.F.M. † (10 de novembre de 1348 - ? mort)
- Benedetto Cavalcanti, O.F.M. † (8 de gener de 1371 - vers 1374 mort)
- Angelo Acciaioli † (3 de desembre de 1375 - 3 de juny de 1383 nomenat bisbe de Florència)
- Angelo † (? - 1384 deposat)
- Nicolò † (1385 - ?)
  - Antonio † (3 de desembre de 1386 - ?) (antibisbe)
- Tommaso † (vers 1390 - vers 1398 mort)
- Luca † (15 de gener de 1398 - 1446 mort)
- Francesco de Oliveto, O.S.B. † (14 de juny de 1447 - 1455 mort)
- Pietro Minutolo † (16 de juliol de 1455 - 3 de juny de 1478 nomenat bisbe de Teramo)
- Vincenzo Galeota † (3 de juny de 1478 - 30 de gener de 1482 nomenat bisbe de Squillace)
- Colantonio Lentulo † (30 de gener de 1482 - 1482 mort)
- Malitia de Gesualdo † (9 d'agost de 1482 - 1488 mort)
- Troilo Carafa † (17 de setembre de 1488 - 4 de setembre de 1497 nomenat bisbe de Gerace)
- Luigi de Amato † (12 de setembre de 1497 - 19 de setembre de 1506 nomenat bisbe de Lipari)
- Gilberto Sanilio † (19 de setembre de 1506 - 1520 renuncià)
- Raimondo Sanilio † (22 de juny de 1520 - 1527 mort)

### Bisbes de Melfi i Rapolla
- Giannotto Pucci † (16 de març de 1528 - 1537 mort)
- Giovanni Vincenzo Acquaviva d'Aragona † (7 de febrer de 1537 - 16 d'agost de 1546 mort)
- Roberto Pucci † (7 de desembre de 1546 - 17 de gener de 1547 mort)
- Mario Ruffino † (7 de febrer de 1547 - 1548 mort)
- Alessandro Ruffino † (1548 succeduto - 1574 jubilat)
- Gaspare Cenci † (8 de gener de 1574 - 1590 renuncià)
- Orazio Celsi † (16 de juliol de 1590 - 1590 o 1591 mort)
- Marco Antonio Amidano † (13 de setembre de 1591 - 1591 renuncià)
- Matteo Brumano, C.R.S.A. † (13 de novembre de 1591 - 9 d'agost de 1594 mort)
- Placido De Marra † (6 de març de 1595 - 2 de desembre de 1620 mort)
- Desiderio Scaglia, O.P. † (17 de març de 1621 - 14 de novembre de 1622 nomenat bisbe de Como)
- Lazzaro Carafino † (19 de desembre de 1622 - 7 de gener de 1626 nomenat bisbe de Como)
- Deodato Scaglia, O.P. † (19 de gener de 1626 - 18 d'abril de 1644 nomenat bisbe d'Alessandria)
- Giacomo Raimondi † (2 de maig de 1644 - 1644 mort)
- Gerolamo Pellegrini † (16 de gener de 1645 - 12 d'abril de 1648 mort)
- Luigi Branciforte † (28 de setembre de 1648 - 1666 mort)
- Giulio Caracciolo, C.R. † (1 de març de 1666 - inicis de 24 d'agost de 1671 renuncià)
- Tommaso De Franchis † (24 d'agost de 1671 - de maig de 1696 mort)
- Francesco Antonio Triveri † (24 de setembre de 1696 - de maig de 1697 mort)
- Antonio Spinelli, C.R. † (2 de desembre de 1697 - d'octubre de 1724 mort)
- Mondilio Orsini, C.O. † (20 de novembre de 1724 - 8 de març de 1728 nomenat arquebisbe de Càpua)
- Giovanni Saverio De Leoni † (22 de novembre de 1730 - 5 de març de 1735 mort)
- Domenico Rosso, O.S.B.Cel. † (26 de setembre de 1735 - 8 de juliol de 1737 nomenat arquebisbe de Palerm)
- Luca Antonio della Gatta † (8 de juliol de 1737 - 25 de setembre de 1747 mort)
- Pasquale Teodoro Basta † (29 de gener de 1748 - 27 de desembre de 1765 mort)
- Ferdinando De Vicariis, O.S.B. † (14 d'abril de 1766 - 20 de juny de 1780 mort)
  - Sede vacante (1780-1792)
  - Agostino Gervasio, O.S.A. † (17 de novembre de 1784 - 27 de febrer de 1792 nomenat arquebisbe de Càpua) (bisbe electe)[6]
- Filippo de D'abril de † (27 de febrer de 1792 - 1811 mort)
  - Sede vacante (1811-1818)
- Gioacchino de Gemmis † (26 de juny de 1818 - 12 de desembre de 1822 mort)
- Vincenzo Ferrari, O.P. † (3 de maig de 1824 - 4 de maig de 1828 mort)
- Luigi Bovio, O.S.B. † (18 de maig de 1829 - 6 de novembre de 1847 mort)
- Ignazio Sellitti † (5 de novembre de 1849 - 1880 renuncià)
- Giuseppe Camassa † (4 d'agost de 1881 - 15 d'abril de 1912 renuncià)
- Alberto Costa † (4 de gener de 1912 - 7 de desembre de 1928 nomenat bisbe de Lecce)
- Luigi dell'Aversana † (29 de juliol de 1930 - 6 de novembre de 1934 mort)
- Domenico Petroni † (1 d'abril de 1935 - 5 d'octubre de 1966 jubilat)
  - Sede vacante (1966-1973)
- Giuseppe Vairo † (5 de març de 1973 - 25 d'octubre de 1976 nomenat bisbe de Tricarico)
- Armando Franco † (25 d'octubre de 1976 - 12 de setembre de 1981 nomenat bisbe d'Oria)
- Vincenzo Cozzi † (12 de setembre de 1981 - 30 de setembre de 1986 nomenat bisbe de Melfi-Rapolla-Venosa)

### Bisbes de Venosa
- Filippo † (vers 238)
- Giovanni † (citat el 443)
- Austero † (citat el 493)
- Stefano † (vers 492 - finals de 502)
- Pietro I † (citat el 1014)
- Iaquinto † (citat el 1053)
- Muisardo † (citat el 1058)
- Ruggero † (citat el 1069)
- Costantino † (inicis de 1071 - finals de 1093)
- Roberto † (citat el 1105)
- Pietro II † (inicis de 1177 - finals de 1179)
- Bono † (inicis de 1223 - finals de 1236 mort)
- Giacomo † (inicis de 1254 - 1261)
- Guido † (inicis de 1299 - finals de 1302)
- Pietro III † (12 de juliol de 1331 - 4 de juliol de 1334 nomenat arquebisbe d'Acerenza)
- Raimondo Agonti de Clareto, O.Carm. † (17 d'agost de 1334 - 13 d'agost de 1360)
- Pietro IV † (13 d'agost de 1360 - ?)
- Goffredo † (1363 - 1363 mort)
- Tommaso † (14 de juny de 1363 - finals de 1367)
- Lorenzo † (citat el 1383)
- Giannotto † (inicis de 1385 - 1386)
- Francesco Veneraneri † (1 de desembre de 1386 - ?)
  - Stefano † (? mort) (antibisbe)
  - Salvatore Gerardo di Altomonte † (13 de juny de 1387 - ?) (antibisbe)
  - Nicola Francesco Grassi † (18 d'agost de 1387 - ?) (antibisbe)
- Giovanni III † (21 de juliol de 1395 - 1400 nomenat bisbe de Grosseto)
- Andrea Fusco † (12 de maig de 1400 - 1419 mort)
- Domenico (o Dionigi) da Monteleone, O.P. † (13 de novembre de 1419 - 1431 mort)
- Roberto Procopii † (23 de maig de 1431 - 1457 mort)
- Nicola Solimele † (1457 - 1459 mort)
- Nicola Gerolamo Porfido † (17 d'octubre de 1459 - finals de 1469 mort)
- Sigismondo Pappacoda † (3 de desembre de 1492 - 10 de maig de 1499 nomenat bisbe de Tropea)
- Antonio Fabregas (o Civalerio) † 10 de maig de 1499 - 1501 mort)
- Bernardino Bongiovanni † (14 de juny de 1501 - 1509 mort)
- Lamberto Arbaud † (16 de novembre de 1510 - ?)
- Tommaso da San Cipriano, O.P. † (1519 - ?)
- Guido de' Medici † (12 de juny de 1527 - 3 de gener de 1528 nomenat arquebisbe de Chieti)
- Ferdinando Serone, O.S.A. † (23 de març de 1528 - 1542 renuncià)
- Alvaro Della Quadra † (12 de maig de 1542 - 1551 renuncià)
- Simone Gattola † (13 de març de 1552 - d'abril de 1566 mort)
- Francesco Rusticucci † (21 d'agost de 1566 - 31 de gener de 1567 nomenat bisbe de Fano)
- Paolo Oberti, O.P. † (17 de febrer de 1567 - 13 de setembre de 1567 mort)
- Giovanni Antonio Locatelli † (12 de desembre de 1567 - 7 de setembre de 1571 mort)
- Baldassarre Giustiniani † (6 de febrer de 1572 - 13 de març de 1584 mort)
- Giovanni Tommaso Sanfelice † (4 de maig de 1584 - 6 de març de 1585 mort)
- Giovanni Gerolamo Mareri † (20 de març de 1585 - 28 de gener de 1587 mort)
- Pietro Ridolfi, O.F.M.Conv. † (18 de febrer de 1587 - 18 de febrer de 1591 nomenat bisbe de Senigallia)
- Vincenzo Calcio, O.P. † (18 de febrer de 1591 - 3 de maig de 1598 mort)
- Sigismondo Donati † (17 d'agost de 1598 - 7 de gener de 1605 nomenat bisbe d'Ascoli Piceno)
- Mario Moro † (3 d'agost de 1605 - 1610 mort)
- Andrea Pierbenedetto † (14 de març de 1611 - 1634 mort)
- Bartolomeo Frigerio † (17 de setembre de 1635 - 13 de novembre de 1636 mort)
- Gaspare Conturla † (15 de gener de 1638 - d'abril de 1640 mort)
- Sallustio Pecolo † (3 de desembre de 1640 - 13 de març de 1648 renuncià)
- Antonio Pavonelli, O.F.M.Conv. † (18 de maig de 1648 - juliol o 23 de setembre de 1653 mort)
- Giacinto Torisi, O.P. † (5 d'octubre de 1654 - 25 de març de 1674 mort)
- Giovanni Battista Desio † (7 de maig de 1674 - d'agost de 1677 mort)
- Francesco Maria Neri † (10 de gener de 1678 – finals de 1684 mort)
- Giovanni Francesco de Lorenzi † (14 de maig de 1685 - octubre de 1698 mort)
- Placido Stoppa, C.R. † (11 d'abril de 1699 - desembre de 1710 mort)
  - Sede vacante (1710-1718)
- Giovanni Michele Teroni, B. † (10 de gener de 1718 - de juliol de 1726 mort)
- Felipe Yturibe, O.Carm. † (31 de juliol de 1726 - 13 de març de 1727 renuncià)[7]
- Pietro Antonio Corsignani † (17 de març de 1727 - 22 de juliol de 1738 nomenat bisbe de Valva e Sulmona)
- Francesco Antonio Salomone † (3 de setembre de 1738 - inicis de 17 de maig de 1743 mort)
- Giuseppe Giusti † (20 de maig de 1743 - 1764 mort)
- Gaspare Barletta † (17 de desembre de 1764 - 1778 mort)
- Pietro Silvio De Gennaro † (12 de juliol de 1779 - vers 1786 mort)
- Salvatore Gonnelli † (18 de juny de 1792 - 23 de setembre de 1801 mort)
  - Sede vacante (1801-1818)
- Nicola Caldora † (26 de juny de 1818 - 1827 renuncià)
- Luigi Maria Canisio † (9 d'abril de 1827 - 25 de juny de 1827 nomenat bisbe de Gaeta)
- Federico Guarini, O.S.B. † (23 de juny de 1828 - de setembre de 1837 mort)
- Michele de Gattis † (2 d'octubre de 1837 - 23 d'abril de 1847 mort)
- Antonio Michele Vaglio † (22 de desembre de 1848 - 28 de juliol de 1865 mort)
  - Sede vacante (1865-1871)
- Nicola de Martino † (22 de desembre de 1871 - 15 de juliol de 1878 renuncià)
- Girolamo Volpe † (15 de juliol de 1878 - 27 de febrer de 1880 nomenat bisbe d'Alife)
- Francesco Maria Imparati, O.F.M. † (27 de febrer de 1880 - 23 de juny de 1890 nomenat arquebisbe d'Acerenza i Matera)
- Lorenzo Antonelli † (1 de juny de 1891 - 13 de juliol de 1905 mort)
- Felice Del Sordo † (15 de juliol de 1907 - 12 d'octubre de 1911 nomenat bisbe d'Alife)
- Angelo Petrelli † (20 de maig de 1913 - 11 de setembre de 1923 mort)
- Alberto Costa † (30 d'abril de 1924 - 7 de desembre de 1928 nomenat bisbe de Lecce)
- Luigi Orabona dell'Aversana † (14 de gener de 1931 - 6 de novembre de 1934 mort)
- Domenico Petroni † (1 d'abril de 1935 - 5 d'octubre de 1966 jubilat)
  - Sede vacante (1966-1973)
- Giuseppe Vairo † (5 de març de 1973 - 25 d'octubre de 1976 nomenat bisbe de Tricarico)
- Armando Franco † (25 d'octubre de 1976 - 12 de setembre de 1981 nomenat bisbe d'Oria)
- Vincenzo Cozzi † (12 de setembre de 1981 - 30 de setembre de 1986 nomenat bisbe de Melfi-Rapolla-Venosa)

### Bisbes de Melfi-Rapolla-Venosa
- Vincenzo Cozzi † (30 de setembre de 1986 - 13 de desembre de 2002 jubilat)
- Gianfranco Todisco, P.O.C.R., des del 13 de desembre de 2002

## Estadístiques
A finals del 2013, la diòcesi tenia 89.200 batejats sobre una població de 89.600 persones, equivalent 99,6% del total.
| any  | població | població | població | sacerdots | sacerdots       | sacerdots       | sacerdots             | diaques | religiosos | religiosos | parroquies |
| ---- | -------- | -------- | -------- | --------- | --------------- | --------------- | --------------------- | ------- | ---------- | ---------- | ---------- |
| any  | batejats | total    | %        | total     | clergat secular | clergat regular | batejats por sacerdot | diaques | homes      | dones      |            |
| 1950 | 50.380   | 51.000   | 98,8     | 38        | 36              | 2               | 1.325                 |         | 2          | 62         | 14         |
| 1970 | 49.000   | 49.350   | 99,3     | 35        | 27              | 8               | 1.400                 |         | 8          | 70         | 17         |
| 1980 | 46.700   | 55.220   | 84,6     | 36        | 28              | 8               | 1.297                 |         | 8          | 65         | 24         |
| 1990 | 82.000   | 91.000   | 90,1     | 58        | 43              | 15              | 1.413                 | 3       | 19         | 106        | 32         |
| 1999 | 90.160   | 90.680   | 99,4     | 57        | 47              | 10              | 1.581                 | 8       | 12         | 101        | 32         |
| 2000 | 90.140   | 90.600   | 99,5     | 54        | 44              | 10              | 1.669                 | 9       | 12         | 100        | 32         |
| 2001 | 90.000   | 91.000   | 98,9     | 54        | 43              | 11              | 1.666                 | 11      | 12         | 96         | 32         |
| 2002 | 89.000   | 90.900   | 97,9     | 56        | 46              | 10              | 1.589                 | 10      | 12         | 98         | 32         |
| 2003 | 89.000   | 90.168   | 98,7     | 57        | 47              | 10              | 1.561                 | 10      | 11         | 73         | 32         |
| 2004 | 89.000   | 90.000   | 98,9     | 57        | 46              | 11              | 1.561                 | 10      | 11         | 73         | 32         |
| 2013 | 89.200   | 89.600   | 99,6     | 49        | 37              | 12              | 1.820                 | 9       | 12         | 49         | 34         |

### Per Melfi
- Gaetano Moroni, Dizionario di erudizione storico-ecclesiastica, Venècia 1847, vol. XLIV, pp. 165–169 (italià)
- Giuseppe Cappelletti, Le chiese d'Italia della loro origine sino ai nostri giorni, vol. XXI, Venècia 1870, pp. 449–457 (italià)
- Giuseppe Gabrieli, Bibliografia di Puglia, parte II, pp. 307–308 (italià)
- Vincenzio d'Avino, Cenni storici sulle chiese arcivescovili, vescovili e prelatizie (nullius) del Regno delle Due Sicilie, Napoli 1848, pp. 326–332 (italià)
- Pius Bonifacius Gams, Series episcoporum Ecclesiae Catholicae, Leipzig 1931, p. 896 (llatí)
- Konrad Eubel, Hierarchia Catholica Medii Aevi, vol. 1 Arxivat 2019-07-09 a Wayback Machine., pp. 334–335; vol. 2 Arxivat 2018-10-04 a Wayback Machine., p. 189; vol. 3 Arxivat 2019-03-21 a Wayback Machine., p. 241; vol. 4 Arxivat 2018-10-04 a Wayback Machine., p. 238; vol. 5, pp. 264–265; vol. 6, p. 285 (llatí)

### Per Rapolla
- Gaetano Moroni, Dizionario di erudizione storico-ecclesiastica, Venècia 1852, vol. LVI, pp. 168–171 (italià)
- Giuseppe Gabrieli, Bibliografia di Puglia, parte II, p. 189 (italià)
- Pius Bonifacius Gams, Series episcoporum Ecclesiae Catholicae, Leipzig 1931, p. 915(llatí)
- Konrad Eubel, Hierarchia Catholica Medii Aevi, vol. 1 Arxivat 2019-07-09 a Wayback Machine., p. 412; vol. 2 Arxivat 2018-10-04 a Wayback Machine., pp. XXXV e 220; vol. 3 Arxivat 2019-03-21 a Wayback Machine., p. 282(llatí)

### Per Venosa
- La diocesi a Catholic Hierarchy(anglès)
- Aquest article incorpora fragments d'una publicació que està en domini públic:  «article name needed». A: Charles Herbermann. Catholic Encyclopedia.  Nova York: Robert Appleton, 1913.
- Francesco Lanzoni, Le diocesi d'Italia dalle origini al principio del secolo VII (an. 604), vol. I, Faenza 1927, pp. 295–299 (italià)
- Giuseppe Cappelletti, Le chiese d'Italia della loro origine sino ai nostri giorni, vol. XX, Venècia 1866, pp. 493–502, 506-509 (italià)
- Gaetano Moroni, Dizionario di erudizione storico-ecclesiastica, Venècia 1859, vol. XCIII, pp. 166–174 (italià)
- Giuseppe Gabrieli, Bibliografia di Puglia, parte II, p. 200 (italià)
- Pius Bonifacius Gams, Series episcoporum Ecclesiae Catholicae, Leipzig 1931, p. 940 (llatí)
- Konrad Eubel, Hierarchia Catholica Medii Aevi, vol. 1 Arxivat 2019-07-09 a Wayback Machine., p. 520; vol. 2 Arxivat 2018-10-04 a Wayback Machine., p. 265; vol. 3 Arxivat 2019-03-21 a Wayback Machine., p. 330; vol. 4 Arxivat 2018-10-04 a Wayback Machine., p. 364; vol. 5, p. 410; vol. 6, p. 437 (llatí)